# عماد شحاده
عماد شحاده (انگلیسی: Imad Chhadeh؛ زادهٔ ۱۲ اکتبر ۱۹۷۹) بازیکن فوتبال آشوری‌تبار اهل سوریه-سوئد بود.
وی همچنین در تیم ملی فوتبال سوریه بازی کرده‌است.